# Studentorkesterfestivalen
Studentorkesterfestivalen är en musikfestival för högskole- och universitetsstudenter och genomförs en helg i maj varje år. Jämna år i Uppsala och udda i Linköping. Den första festivalen i Linköping hölls 1973 och ett par år senare kom Uppsala med i bilden.
Studentorkesterfestivalen förkortas SOF när den hålls i Linköping, och STORK när den hålls i Uppsala.
Studentorkesterfestivalerna anordnas på uppdrag av Riks-SMASK, Sveriges Musicerande Akademikers Samarbetande Kårorkestrar. Riks-SMASK:s maskot är Tutputte, en vit huvudfoting (med studentmössa i Uppsala) som spelar på en helikon (en form av tuba). Tutputte är en karakteristisk symbol för just studentorkesterfestivalerna, och förekommer flitigt på allt material som hör festivalerna till.
Varje år är uppemot fyrtio svenska och utländska studentorkestrar med och spelar under festivalen. Under lördagen går en kortege genom centrala staden vilket brukar dra mycket stor publik. 

## SOF
Udda årtal hålls Studentorkesterfestivalen ("SOF") i Linköping. Arrangör är studentorganisationen SOF, som är en underorganisation till studentkåren LinTek. "SOF" kan alltså både syfta på festivalen i sig och organisationen som anordnar festivalen.
SOF går av stapeln torsdag – söndag någon vecka i mitten av maj udda år.

### Kårtegen
Inför SOF bygger studenter ett stort antal kortegebidrag, i syfte att visa upp sig, belysa någon speciell händelse eller helt enkelt bara underhålla kortegeåskådarna. 
Längst fram i kortegen går per tradition arrangörerna av tidigare studentorkesterfestivaler. Efter dessa kommer en orkester, ett bidrag, en orkester, ett bidrag och så vidare.

## STORK
Jämna årtal hålls Studentorkesterfestivalen ("STORK") i Uppsala.
Upplägget är ungefär detsamma som SOF, men istället för ett stort festivalområde med flera scener så håller man till i nationernas lokaler. STORK inleds vanligen fredag kväll med spelningar på medverkande nationer. Under lördagens dag är det stadsspelningar runt om i staden och en kortege som antingen har slutat i Stadsparken, eller Ekonomikumparken, där "Concerto grosso" äger rum. Stadsspelningarna och konserterna i Parksnäckan är öppna för alla som vill komma och lyssna. Under kvällen återupptas konserterna på nationerna dit det behövs kår- eller gästleg. Under söndag förmiddag avslutas festivalen med familjekonsert dit alla är välkomna.
Organisationsbilden har varit varierande, med en separat förening eller Riks-SMASK som huvudarrangör i samarbete med olika studentnationer i Uppsala, eller tidigare med Kuratorskonventet som huvudarrangör.

## Historik
Studentorkesterfestivalen startades första gången 1973 i Linköping. Ansvariga för genomförandet av evenemanget var M-teknologerna Kaj Samlin, Anders Kinnander och Christer Olov Johansson. Festivalen blev en succé, och åren därpå arrangerades SOF i Linköping.
LinTek mäktade dock inte med att driva SOF varje år varför Uppsala 1977 tog på sig rollen och arrangerade STORK. Efter det genomfördes festivalen vartannat år i Linköping och vartannat i Uppsala. 1986–1987 anordnades festivalen två år i rad i Linköping, varefter vartannat år-systemet fortsatte. Av ekonomiska skäl anordnades inte STORK år 2004. Istället arrangerade Riks-SMASKs styrelse, med kort varsel, SORK – Studentorkesterkryssningen – på Ms Kårallen, kårhuset på Campus Valla i Linköping. SORK blev mer som en medelstor fest än en hel festival. Året därpå blev det SOF igen. 2010 hölls inte STORK i maj som brukligt är, utan den 1-3 oktober, då lokalsituationen såg bättre ut.
De studentmusiker som medverkat tio år i rad i SOF får en 10-årsmedalj av äkta silver med ingraverat namn att pryda sin orkesteruniform med. Det finns även en medalj för 25 år. Dessa behöver dock inte vara i rad som 10-årsmedaljen kräver.

## Andra studentorkesterevent
- Brunk – lokal fest för studentorkestrar i Uppsala
- Qork – lokal fest för studentorkestrar i Stockholm